# Sportovec roku 2002

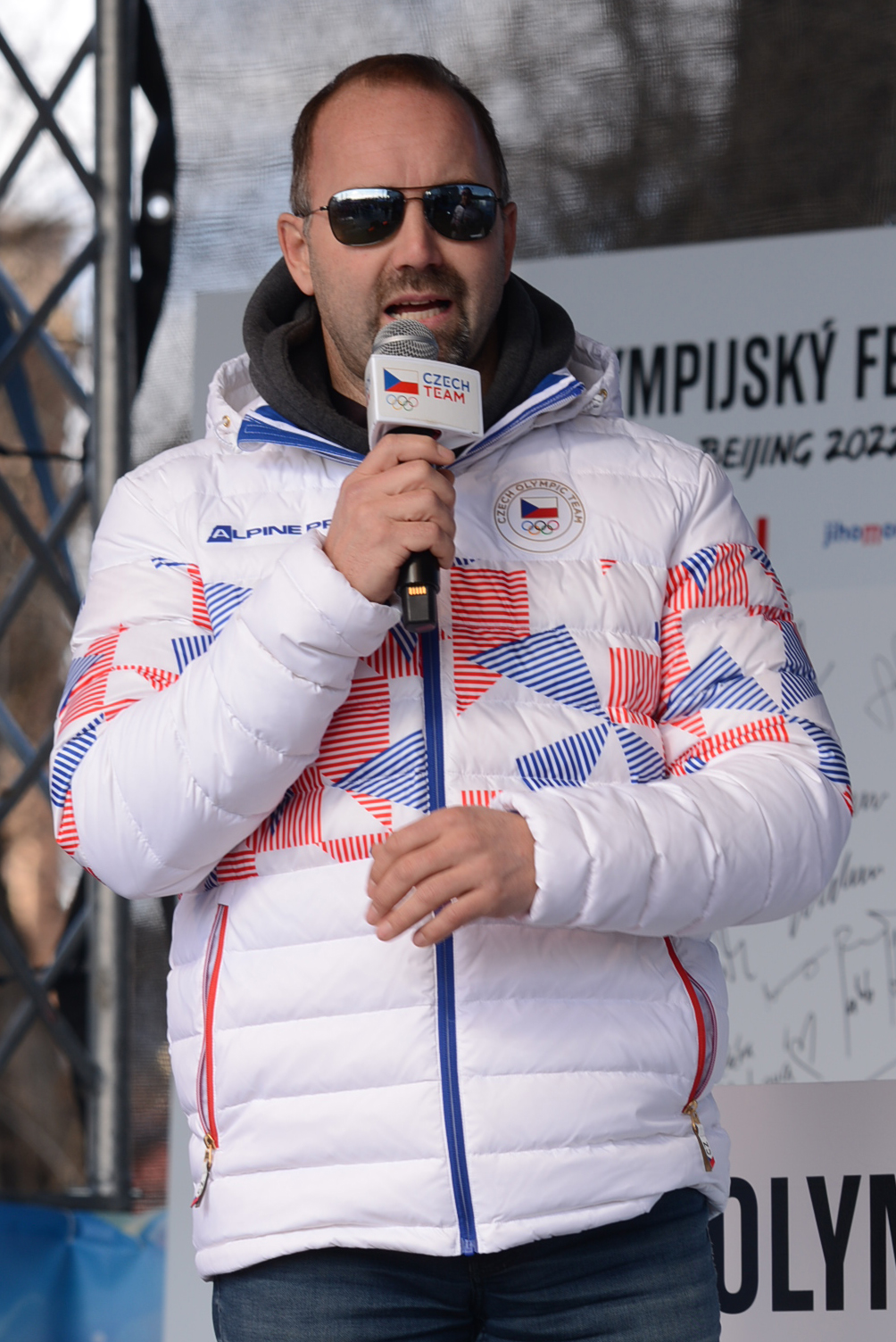
Aleš Valenta

Sportovec roku 2002 byl 44. ročník ankety Sportovec roku a desátý v samostatném Česku. Vítězem se stal lyžařský akrobat Aleš Valenta, který se toho roku na hrách v Salt Lake City stal olympijským vítězem. V kategorii družstev zvítězila česká fotbalová reprezentace do 21 let, která toho roku vybojovala titul mistrů Evropy. Sportovní legendou Česka byl vyhlášen jediný český vítěz ze zimních olympijských her z éry Československa, skokan na lyžích Jiří Raška (druhý československý zlatý medailista, krasobruslař Ondrej Nepela, byl Slovák). Zajímavostí je, že Jiří Raška nikdy nevyhrál anketu Sportovec roku, ačkoli v čase jeho největších úspěchů již existovala. Do značné éry to bylo kvůli tomu, že do roku 1992 se zimní i letní olympijské hry konaly ve stejný rok, takže v roce jeho olympijského triumfu v Grenoblu čelil mohutné konkurenci sportovců, kteří uspěli na hrách letních (zejména Věry Čáslavské, která toho roku na olympiádě v Mexiku získala hned čtyři zlaté medaile). Jiří Raška si cenu pro sportovní legendu převzal osobně, zemřel roku 2012.

## První desítka jednotlivci
1. Aleš Valenta (akrobatické lyžování) - 1941 bodů
2. Roman Šebrle (atletika) - 1699
3. Kateřina Neumannová (lyžování) - 1492
4. Jiří Novák (tenis) - 1324
5. Dominik Hašek (lední hokej) - 1187
6. Tomáš Rosický (fotbal) - 976
7. Pavel Nedvěd (fotbal) - 728
8. Jiří Mužík (atletika) - 722
9. Michal Sedlecký (moderní pětiboj) - 640
10. Lada Kozlíková (cyklistika) - 547

## První trojka družstva
1. česká fotbalová reprezentace do 21 let - 576
2. česká ženská basketbalová reprezentace do 20 let - 336
3. fotbalisté Slovanu Liberec - 305

## Sportovní legenda
- Jiří Raška